# Azize Tanrıkulu
Azize Tanrıkulu (* 9. Februar 1986 in Bismil) ist eine ehemalige türkische Taekwondoin, die im Feder- und Mittelgewicht startete. Ihre größten Erfolge waren der Gewinn einer olympischen Silbermedaille und ein Europameistertitel.
Tanrıkulu startete seit 2002 bei internationalen Wettkämpfen. Im Erwachsenenbereich bestritt sie ihre ersten Titelkämpfe bei der Europameisterschaft 2004 in Lillehammer, wo sie erst im Viertelfinale ausschied. Im folgenden Jahr gelang ihr in der Klasse bis 63 Kilogramm der endgültige Durchbruch in die internationale Spitze. Bei der Weltmeisterschaft in Madrid erreichte sie das Viertelfinale, wo sie gegen Carmen Marton ausschied. Bei der Europameisterschaft in Riga wurde sie erstmals Europameisterin. Zudem gewann sie bei der Universiade in Izmir Gold. Die folgenden Europameisterschaften endeten für Tanrıkulu jeweils im Viertelfinale. Im Jahr 2008 konnte sie sich für die Olympischen Spiele in Peking qualifizieren. Dort erreichte sie in der Klasse bis 57 Kilogramm mit drei Siegen das Finale und gewann die Silbermedaille. Sie schlug dabei unter anderem Martina Zubčić und Diana Lopez, unterlag im Finale aber Lim Su-jeong. Nach den Spielen beendete sie ihre aktive Karriere.
Tanrıkulu hat an der Akdeniz-Universität studiert. Ihr Bruder Bahri ist ebenfalls ein erfolgreicher Taekwondoin und Olympiamedaillengewinner.